# Police criminelle centrale
La police criminelle centrale (finnois : Keskusrikospoliisi sigle KRP) est l'organisme national chargé de l'application des lois en Finlande.

## Présentation
L'organisation est chargée de lutter contre les délits graves, internationaux, organisés, professionnels, économiques, de mener des enquêtes et d'élaborer des méthodes de prévention et d'enquête sur la criminalité.
La police criminelle centrale fournit des services d'expertise en prévention de la criminalité à divers services de police et à d'autres autorités, telles que les douanes.
- enquêtes par un laboratoire judiciaire
- enquêtes sur le blanchiment d'argent
- transmission des commissions rogatoires nationales et internationales
- services de renseignement criminel et d'analyse de la criminalité
- services de veille technique et de surveillance
- services liés au traitement des preuves électroniques
- services linguistiques liés à la prévention de la criminalité
- Formation liée aux activités de police criminelle.